# Hadriánův val

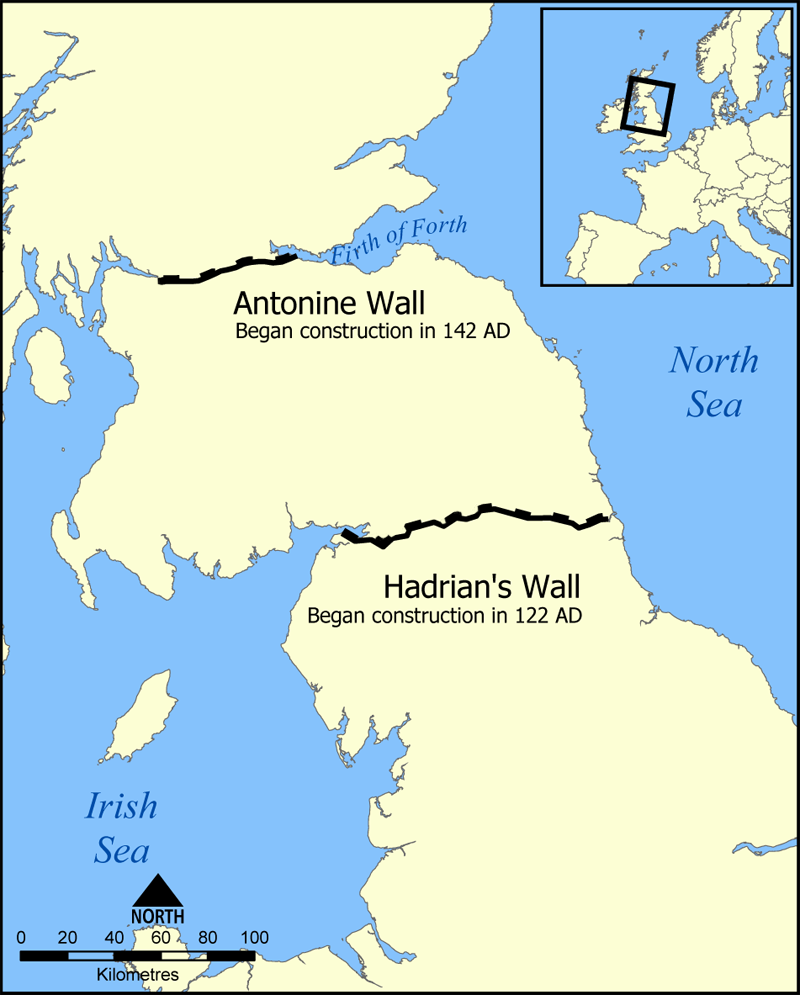
Mapa ukazující polohu Hadriánova valu

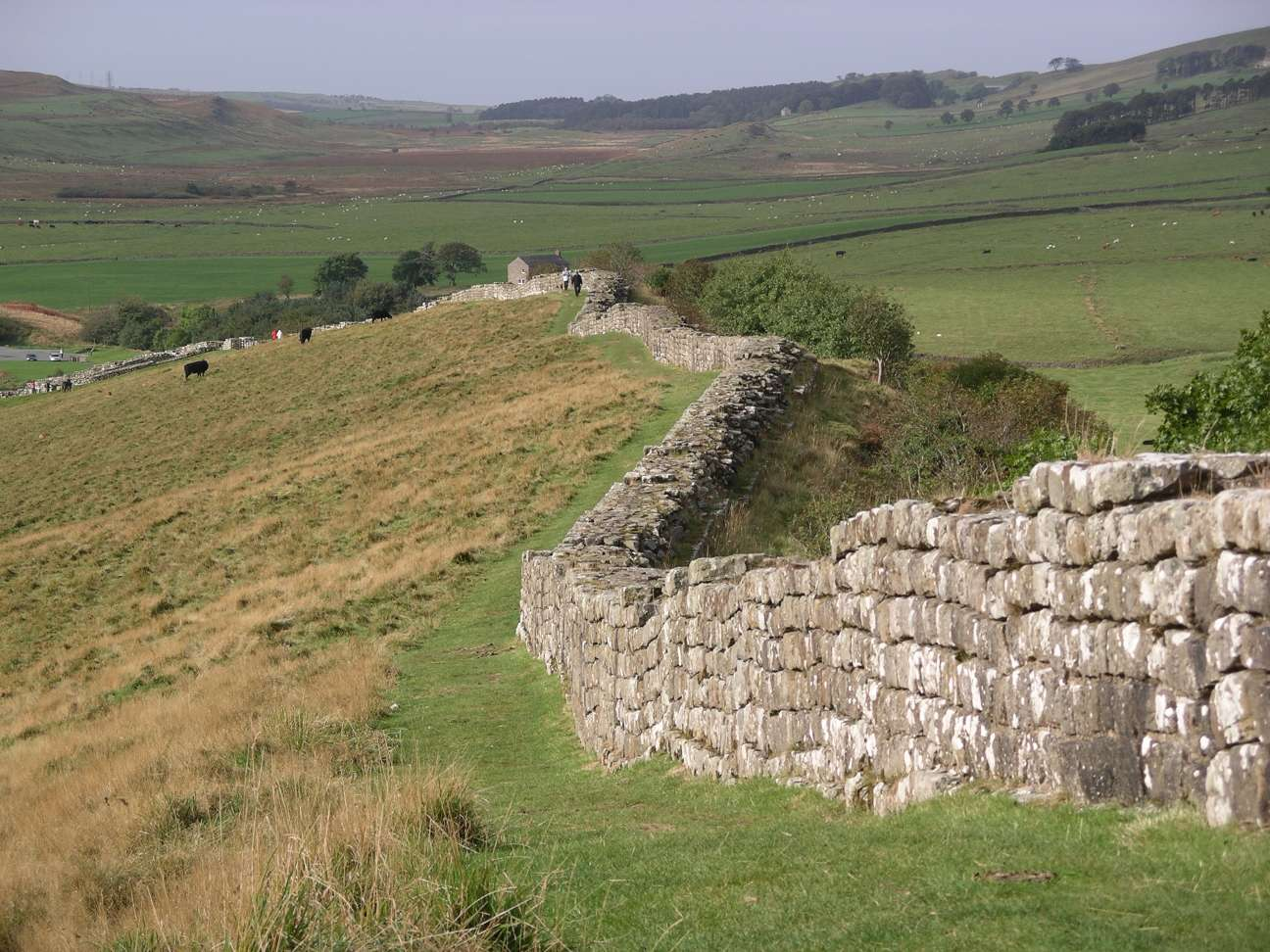
Jedna ze zachovalých částí Hadriánova valu u Greenhead

Hadriánův val (latinsky Vallum Aelium, anglicky Hadrian's Wall) je kamenné a hliněné hraniční opevnění, hradba, zeď a 17 pevností, postavené římským vojskem, táhnoucí se napříč severní Anglií jižně od skotských hranic od pobřeží Severního moře v blízkosti dnešního Newcastle upon Tyne k západu přes dnešní Carlisle až po Maryport na pobřeží Irského moře v délce 117,5 km. Val tvořil po 300 let severní hranici římské říše a měl chránit území na jih od něho před nájezdy severních kmenů ze Skotska. Hadriánův val byl součástí systému opevnění a valů k ochraně severní části, pobřeží a hlavních dopravních cest římské Británie, pro nějž se vžil relativně moderní souhrnný název Limes Britannicus.

## Historie
Stavba valu začala roku 122 na rozkaz římského císaře Hadriána, který snad v tomto roce území osobně navštívil. Na stavbě se podílely tři římské legie (II., VI. a XII.) a trvala zhruba 6 let. Hadriánův nástupce Antoninus Pius se pokusil postavit nové opevnění (Antoninův val) asi 160 km severněji, ve skotských Lowlands, nedokázal však krajinu pacifikovat. Císař Marcus Aurelius proto roku 164 Antoninův val opustil a hranicí se opět stal Hadriánův val. Nezdarem skončil i další pokus císaře Septimia Severa v letech 208–211, takže Hadriánův val sloužil až do konce římské vlády v Británii, někdy po roce 410.
Opuštěná hradba chátrala a stala se zdrojem kamene, až si jí od 17. století začali všímat místní nadšenci a později i archeologové. Roku 1973 byl ve vykopávkách pevnosti Vindolanda, asi 40 km západně od Newcastle, objeven velký počet písemností z 1. a 2. století na dřevěných destičkách, který obsahuje i osobní korespondenci římských vojáků a jejich manželek. 
Od roku 1987 jsou zbytky valu zařazeny na Seznam světového dědictví UNESCO.

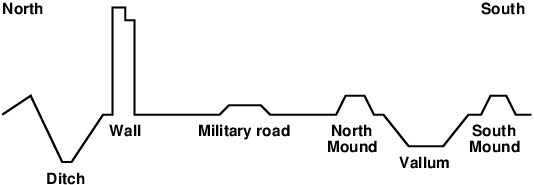
Schematický řez opevněním

## Charakteristika
Val se stal severní hranicí římského impéria a nejlépe opevněnou částí hranice, za kterou již římský vliv nesahal. Stavba byla využívána jak k vojenským účelům jako opevnění, tak i jako průchozí místo pro obchodníky, kteří zde museli platit clo.

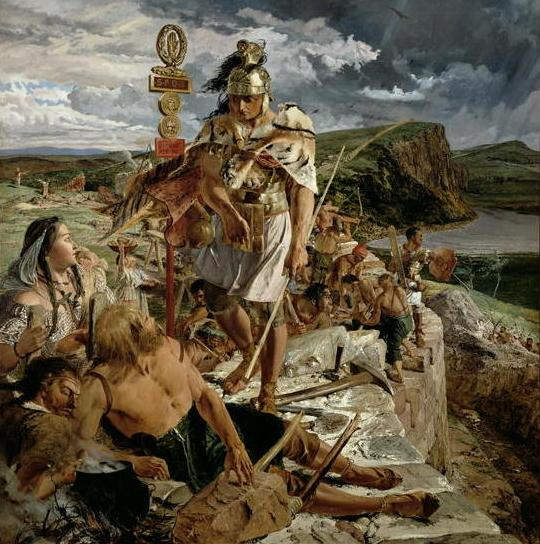
W. B. Scott: Římský setník kontroluje stavbu Hadriánova valu

Hadriánův val je dlouhý 80 římských mil, což odpovídá přibližně 117 km. Val střežilo 80 bran zhruba ve vzdálenosti jedné římské míle (asi 1,5 km). Mezi dvěma branami byla vždy jedna strážní věž, která sloužila k pozorování a signalizaci. Podél valu leželo čtrnáct podpůrných táborů. Šířka a výška zdi není po celé délce valu stejná, protože je závislá na použitém materiálu a na místě, kde byl postaven. Východně od řeky Irthing je val z tesaných kvádrů a měří až 3 metry do šířky a 5 až 6 metrů do výšky. Západním směrem od řeky byl původně z hlíny a rašelinových bloků, což se odrazilo v tom, že je široký okolo 6 metrů a vysoký pouze okolo 3,5 metru. Později byl znovu postaven z kamene.
Val byl částí obranného systému, který zahrnoval (z vnější k vnitřní straně, od severu na jih) následující prvky:
- pásmo pevnůstek asi 8–15 km severněji, které monitorovaly krajinu
- koliště či předprseň s hlubokým příkopem, vyplněným špičatými dřevěnými kůly
- hlavní val či hradbu
- vojenskou silnici a
- vallum, dva velké náspy, oddělené příkopem.

## Posádka
Posádku tvořily pomocné jednotky armády (vojáci nebyli římskými občany). Jejich počet v průběhu let kolísal, odhaduje se na zhruba 9 000 mužů (pěší vojsko i kavalérie), kteří opevnění také postavili. V tom se odlišuje např. od Velké čínské zdi, stavěné pro podobný účel, ale převážně otroky.

## Galerie

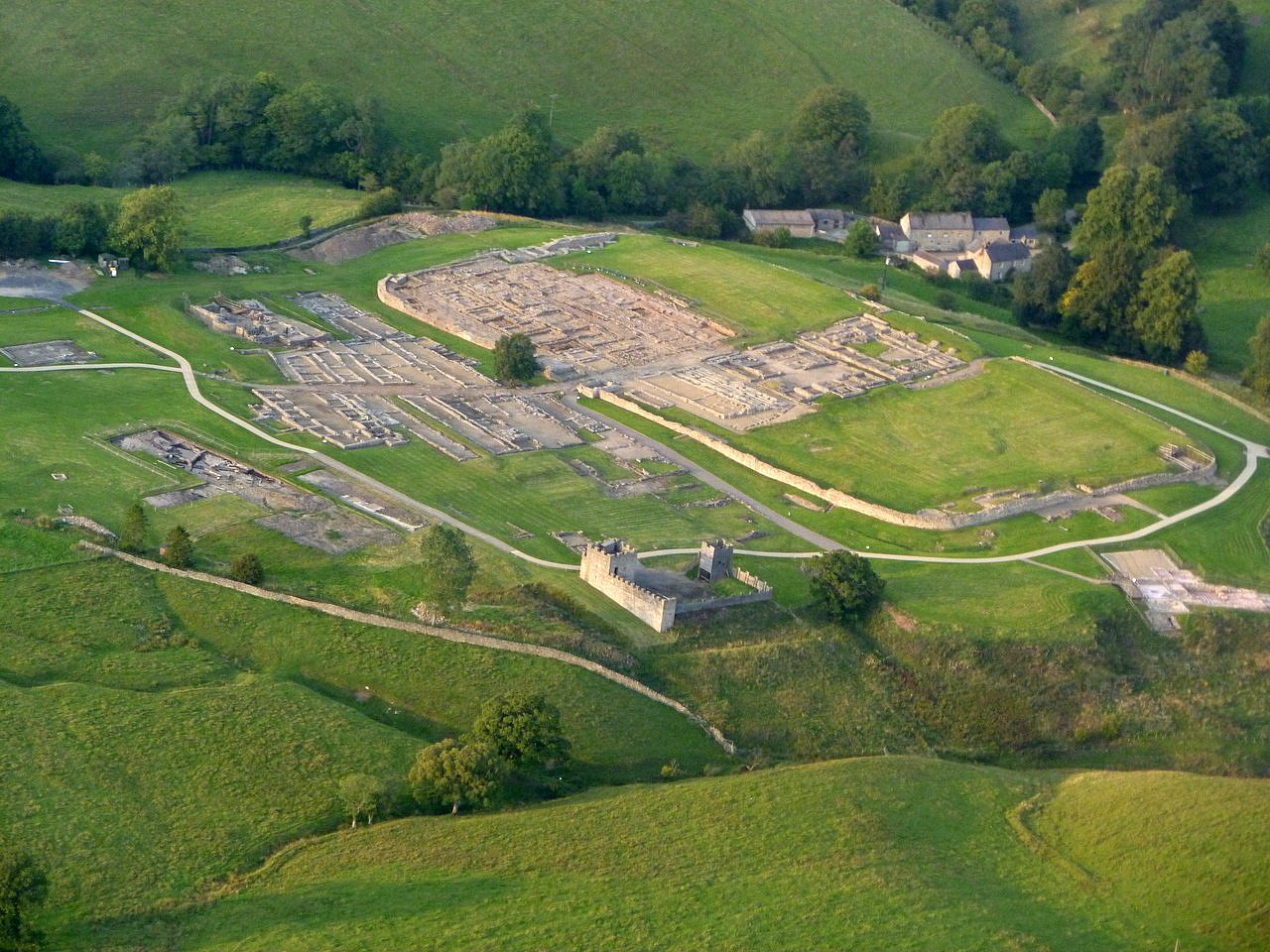
Pozůstatky pevnosti Vindolanda
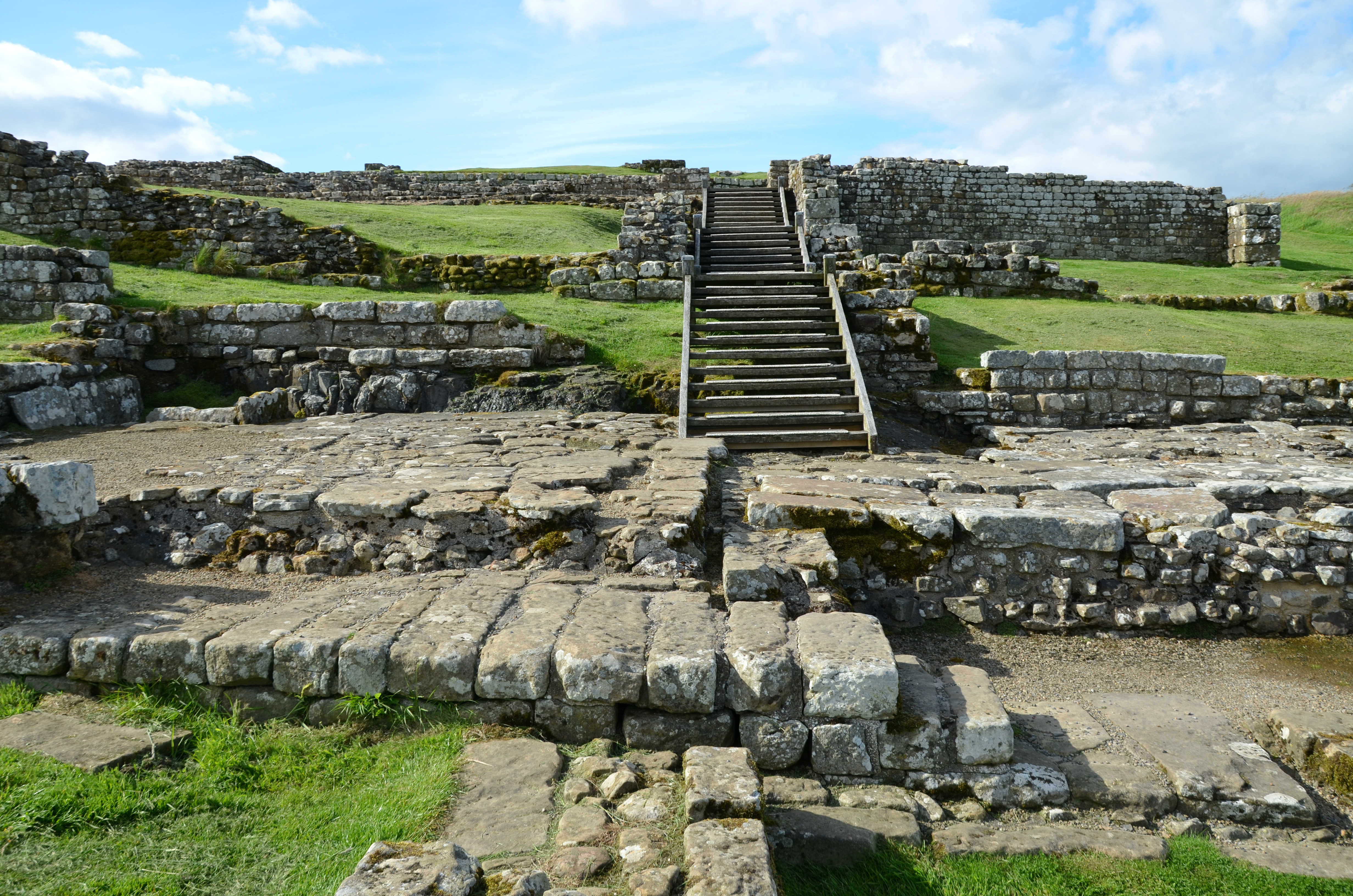
Pozůstatky pevnosti Housesteads (Vercovicium)
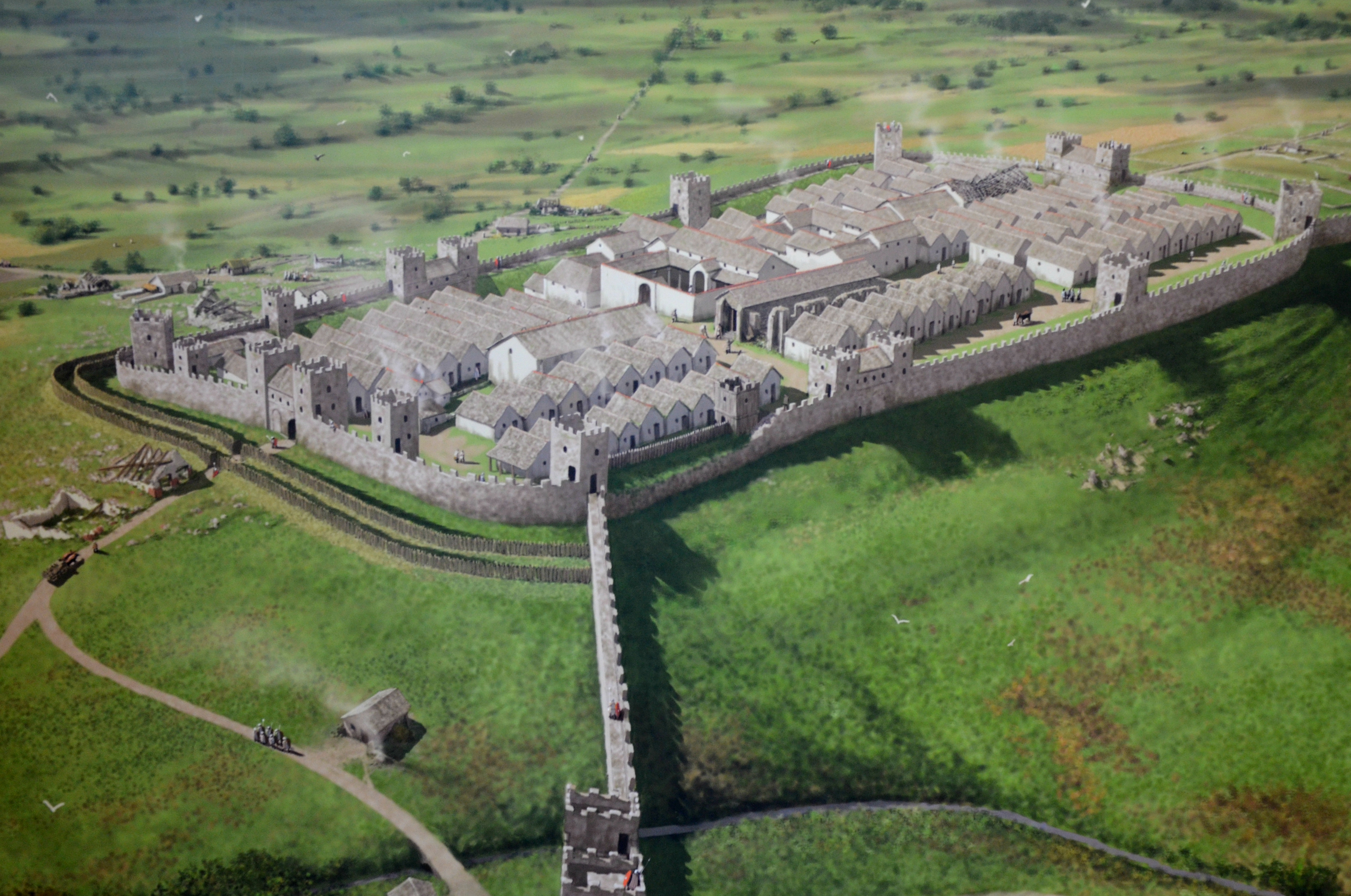
Rekonstrukce pevnosti Housesteads (Vercovicium)
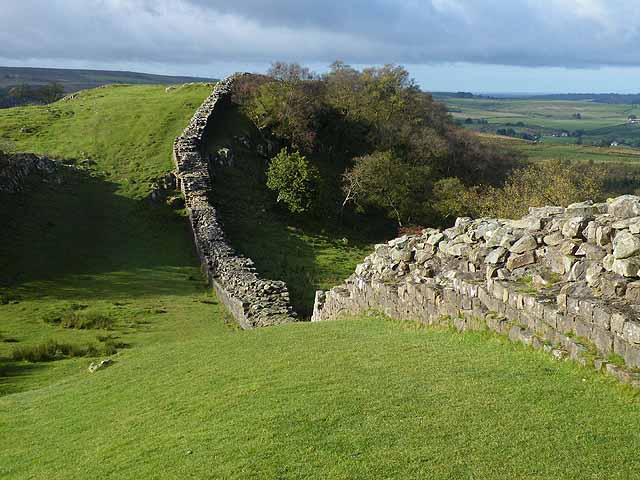
Úsek Hadrianova valu nedaleko strážní věže 45A
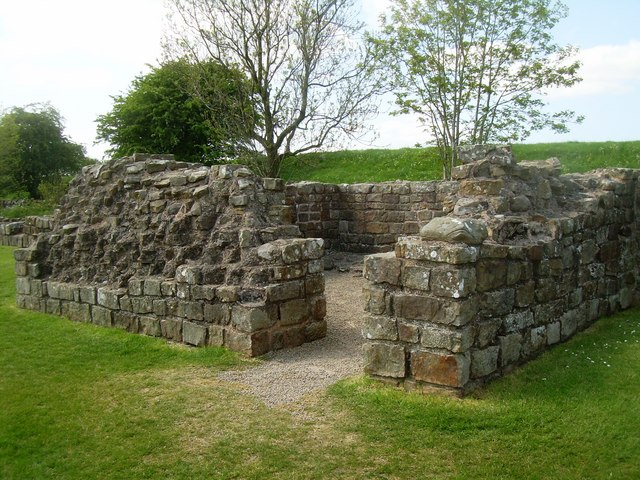
Bývalá strážní věž 52A poblíž mílové pevnosti Milecastle 52
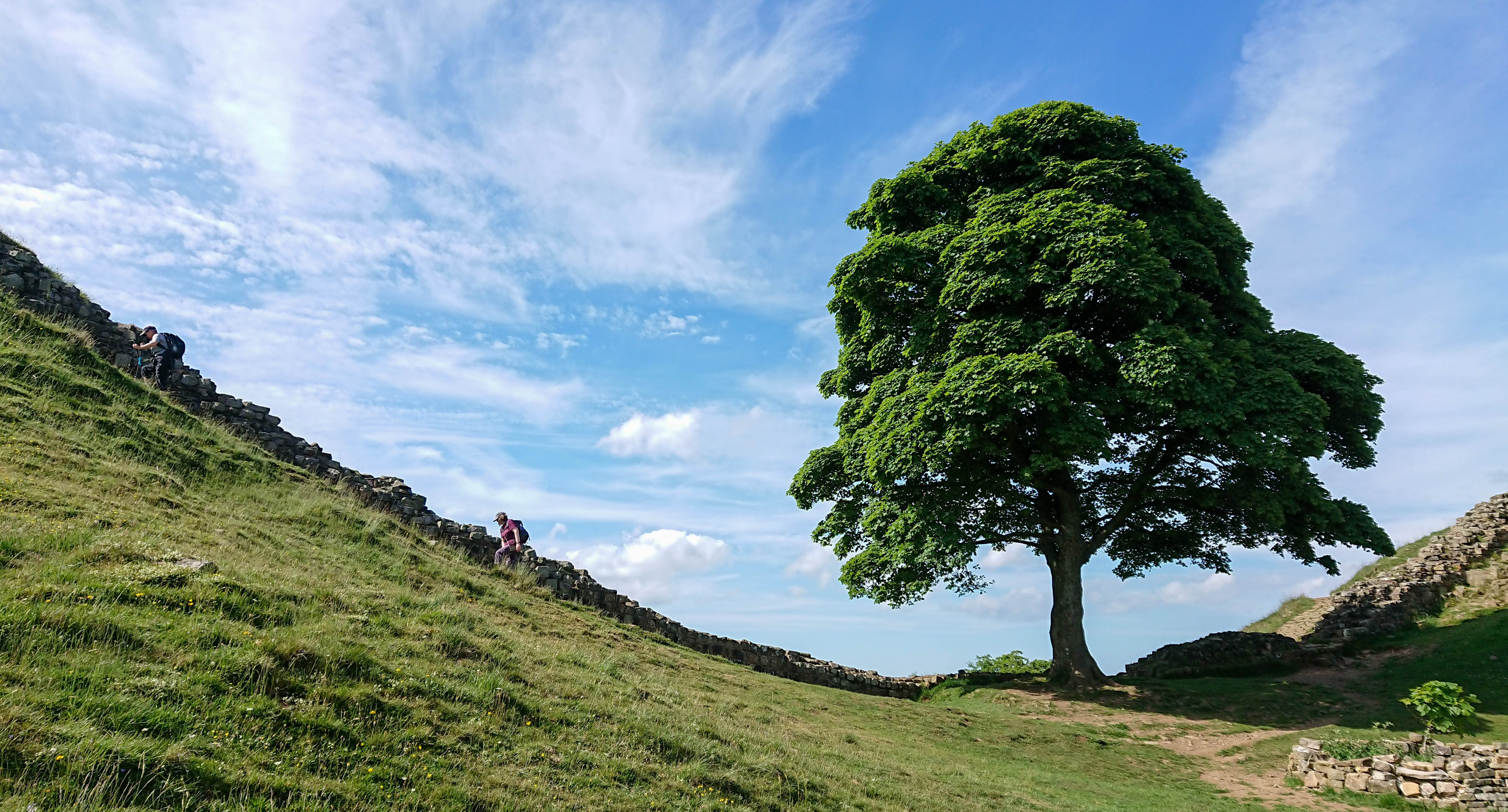
Tzv. strom Robina Hooda u Hadrianova valu
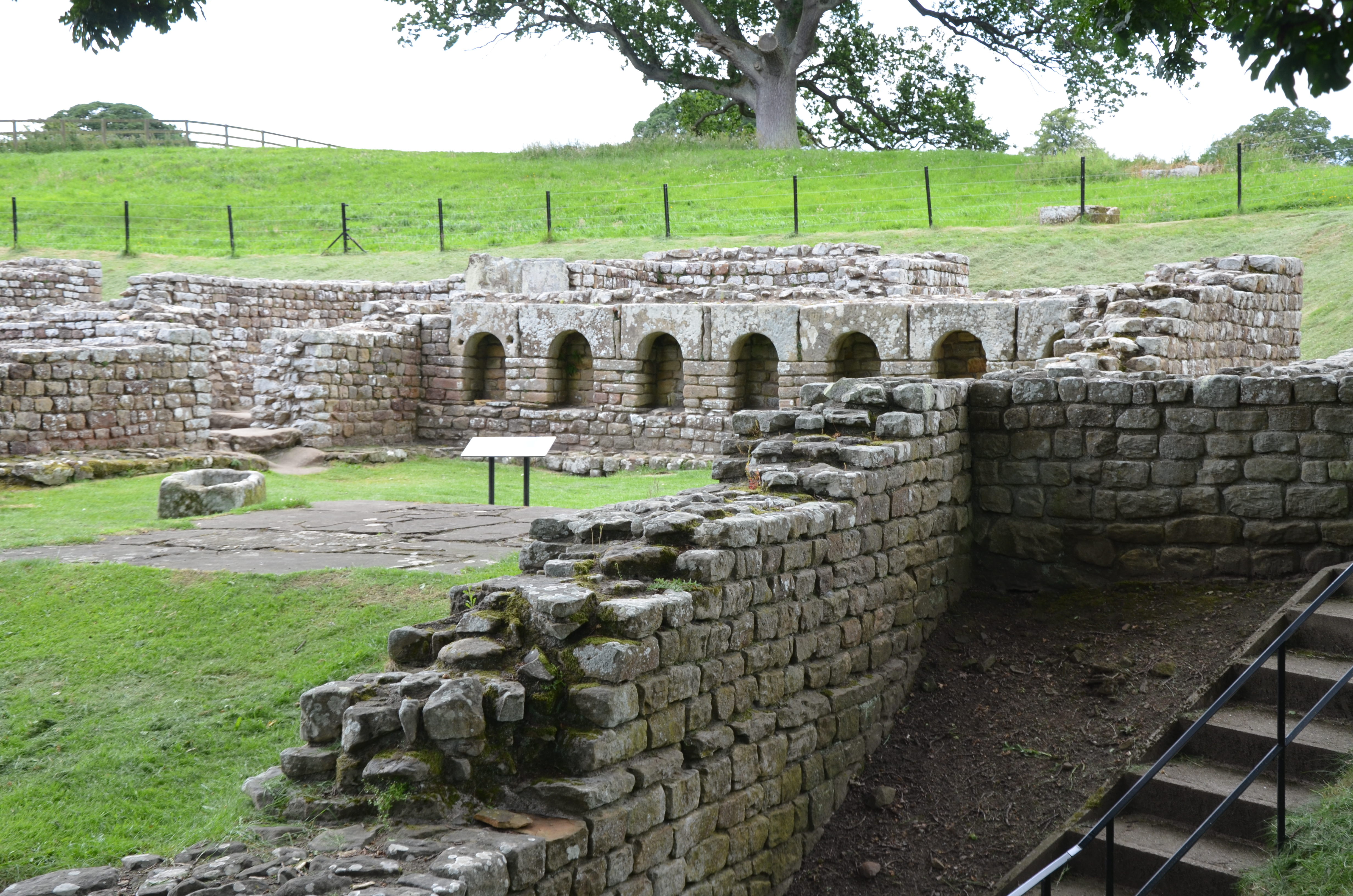
Lázně u pevnosti Cilurnum, považovány za nejlépe dochovanou vojenskou stavbu postavenou Římany na území Británie